# جون كلايتون
جون كلايتون (بالإنجليزية: John Clayton)‏ هو كاتب مدينة نيوكاسل أبون تاين خلال فترة الـ 1830 وعمل مع البنّاء ريتشارد كرينجير والمهندس المعماري جون دوبسون لإعادة تطوير مركز المدينة بطريقة مستحدثة كلاسيكية. سمّي شارع كلايتون على اسمه.